# Antonio Puerta
Antonio José Puerta Pérez (phát âm tiếng Tây Ban Nha: [anˈtonjo ˈpweɾta]; 26 tháng 11 năm 1984 - 28 tháng 8 năm 2007) là một cố cầu thủ bóng đá người Tây Ban Nha chỉ chơi cho Sevilla.
Chủ yếu là một tiền vệ trái, người cũng có thể đóng vai trò là một hậu vệ trái, anh ấy đã qua đời vào ngày 28 tháng 8 năm 2007 bị ảnh hưởng bởi chứng loạn sản tâm thất phải, ba ngày sau khi bị một loạt các cơn ngừng tim trong trận đấu La Liga với Getafe vào ngày 25. 
Puerta giành được năm danh hiệu với câu lạc bộ duy nhất của mình.

## Câu lạc bộ sự nghiệp
Sinh ra ở Seville, Andalusia, Puerta gia nhập Sevilla FC khi còn là một cậu bé 8 tuổi tại câu lạc bộ, lớn lên tại hệ thống thanh thiếu niên được hoan nghênh của câu lạc bộ cùng với các cầu thủ khác như Alejandro Alfaro, Kepa Blanco, Jesús Navas, Sergio Ramos và José Antonio Reyes. Trận ra mắt La Liga của anh đến vào ngày 21 tháng 3 năm 2004, khi anh chơi 71 phút trong trận thua 0-1 trên sân nhà trước đội láng giềng Málaga CF.
Chắc chắn được thăng hạng lên đội hình đầu tiên cho mùa giải 2005–06, Puerta đã kết nối mật thiết với lịch sử của Sevilla vào ngày 27 tháng 4 năm 2006, khi anh ghi bàn vào lưới FC Schalke 04 trong trận bán kết UEFA Cup: trong những giây phút cuối cùng của trận đấu, anh đã nhận được một quả bóng dài và đánh nó bằng chân trái cho trận chung kết 1-0 (và tổng hợp) -  Sevilla tiếp tục thu thập năm danh hiệu trong mười lăm tháng, với Puerta ghi bàn trong loạt sút luân lưu trong trận chung kết UEFA Cup 2007, chống lại đội đồng hương RCD Espanyol; màn trình diễn ấn tượng của anh khiến anh được quốc tế công nhận và báo cáo sự quan tâm từ Arsenal, Manchester United và Real Madrid, nhưng tất cả các nỗ lực này đều bị từ chối.

## Qua đời
Vào ngày 25 tháng 8 năm 2007, Puerta ngã quỵ và bất tỉnh trong vòng cấm do bị ngừng tim trong trận đấu La Liga đầu tiên của Seville trong chiến dịch 2007-08 tại sân nhà Sánchez Pizjuán với Getafe CF. Người ta thấy anh đang cúi xuống và sau đó một lần nữa gục ngã khi quay trở lại đội của mình chỉ sau 35 phút của trận đấu, khi các đồng đội Ivica Dragutinovic và Andrés Palop ngay lập tức chạy đến bên anh ta khi anh bất tỉnh; Một lúc sau, nhân viên y tế của câu lạc bộ và những người chơi khác cũng làm theo. 
Sau khi hồi phục và được thay ra, Puerta đã có thể đi bộ đến phòng thay đồ, nơi anh lại sụp đổ một lần nữa. Anh được các bác sĩ và nhiệm vụ cấp cứu, bằng xe cứu thương, đến phòng chăm sóc đặc biệt hoặc bệnh viện Virgen del Rocío, nơi anh được hồi sức tim phổi.
Puerta qua đời vào ngày 28 tháng 8 năm 2007 lúc 14:30. Bác sĩ Francisco Murillo báo cáo rằng anh đã bị suy đa tạng và tổn thương não không hồi phục do hậu quả của nhiều lần ngừng tim do không thể chữa được, bệnh tim di truyền được gọi là bệnh cơ tim thất phải sinh loạn nhịp (ARVC). Không có lời chính thức nếu anh đã từng được trang bị máy khử rung tim cấy ghép, một biện pháp phòng ngừa thiết yếu ở những người mắc bệnh; cái chết sớm của anh giống với những cái chết của Marc-Vivien Foé, Matt Gadsby, Miklós Fehér, Renato Curi, Serginho và Phil O'Donnell,..., tất cả các cầu thủ trên đều đã ngã gục xuống sân khi đang thi đấu và đều qua đời.
Bạn gái của Puerta đang mong đợi đứa con đầu lòng của họ vào lúc anh qua đời. Như một biểu hiện sự tôn trọng, các cầu thủ từ cả Sevilla và các đối thủ của thành phố Real Betis đã tham dự những ngày tang lễ của anh sau khi anh qua đời và sau đó, FIFA đã ra lệnh lắp đặt các phòng hồi sức ở mọi sân vận động tổ chức vòng loại World Cup.

## Tưởng nhớ

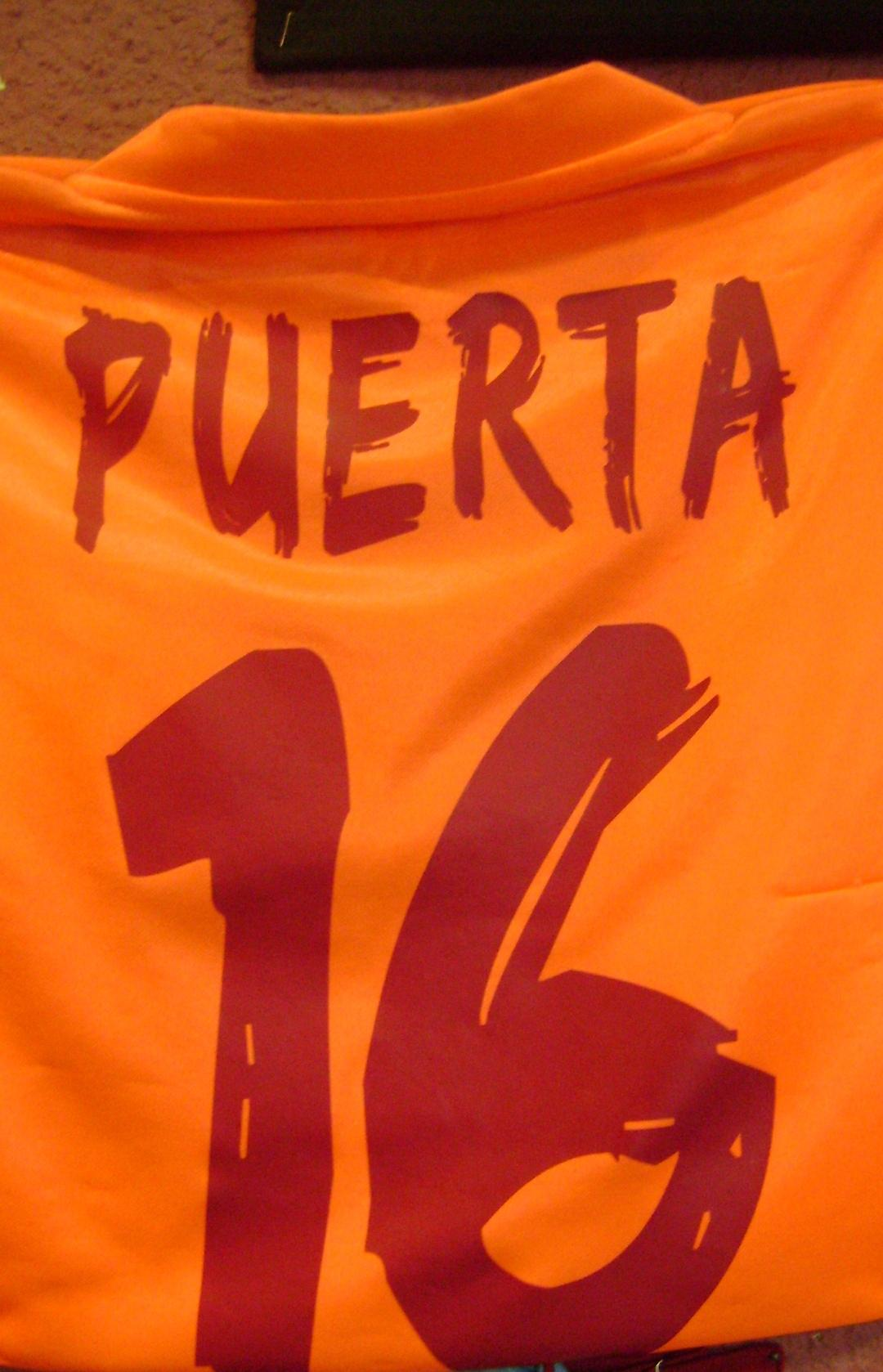
Sevilla đã bỏ áo số 16 của Puerta sau khi chết

Hậu quả sau khi Puerta qua đời, vòng loại UEFA Champions League của Sevilla trong trận đấu với AEK Athens F.C. đã bị hoãn lại cho đến ngày 4 tháng 9 - Sevilla cuối cùng đã giành được 4-1. Câu lạc bộ cũng thông báo rằng một phút im lặng sẽ được tổ chức trước mỗi trận đấu giải đấu vào cuối tuần 1 Tháng 2 năm 2007.
Ngoài ra, trận đấu Siêu cúp UEFA của Sevilla với A.C. Milan vào ngày 31 tháng 8 đã diễn ra như một sự tôn vinh cho người chơi, với tất cả 22 người tham gia có tên 'PUERTA' được in ở mặt sau áo của họ. Các cầu thủ và quan chức hai bên cũng đeo băng tay màu đen.
Sevilla sau đó đã loại bỏ áo số 16 của Puerta, với điều khoản là con trai của anh, Aitor Antonio (sinh ngày 22 tháng 10 năm 2007), một ngày chơi cho câu lạc bộ, ông sẽ có tùy chọn để đưa số đã bỏ. Tuy nhiên, các đội bóng đá Tây Ban Nha không được phép làm như vậy, vì Liên đoàn bóng đá Hoàng gia Tây Ban Nha tuyên bố rằng các câu lạc bộ nên sử dụng số 1 đến 25 cho đội hình thông thường của họ, không có thêm chỗ để điều động; kết quả là David Prieto đã mặc chiếc áo này vào năm 2007, 08 để vinh danh bạn mình nhưng sau đó đã quyết định rằng chỉ những sản phẩm dành cho giới trẻ mới có thể mặc chiếc áo đó.
Một cách tranh cãi, con số đã được trao cho người Argentina Federico Fazio năm 2016. Một năm sau, nó đã được trao cho Jesús Navas, một người bạn thân của Puerta, khi anh trở lại câu lạc bộ vào năm 2017.
Ramos mặc áo phông để tưởng nhớ Puerta sau khi Tây Ban Nha vô địch UEFA Euro 2008 và 2010 FIFA World Cup, với Navas cũng làm như vậy trong dịp thứ hai. Trước đó vào năm 2010, một bức tượng của ông đã được xây dựng trong các cơ sở thể thao của câu lạc bộ Jose Ramón Cisneros Palacios; hơn nữa, Ramos đã có một hình xăm Ngôi sao David trên cánh tay để tưởng nhớ Puerta vì sau này là người Do Thái.